# The Guardian
«Га́рдиан» (англ. The Guardian — «Страж») — ежедневная леволиберальная газета в Великобритании, основана в Манчестере в 1821 году под названием The Manchester Guardian.
В 1959 году сменила название на нынешнее, а в 1964 году редакция переехала в Лондон. Воскресный выпуск оформлен в виде газеты The Observer (стала частью группы Guardian в 1993 году). The Guardian, The Observer и еженедельник The Guardian Weekly принадлежат группе компаний Guardian Media Group.
Сайт газеты — самый посещаемый из сайтов британских газет (согласно данным Alexa), известных как «качественная пресса» (quality press), причём его материалы могут отличаться от материалов бумажного издания. Согласно статье в Press Gazette, опубликованной в 2013 году, из всех британских газет The Guardian было самым читаемым из качественных изданий с учётом как продаж бумажной версии, так и просмотров сайта газеты. В научных работах газету характеризуют как влиятельную, престижную и качественную, а также как одну из самых уважаемых газет в мире.
Газета опубликовала такие громкие материалы, как скандал связанный с незаконным прослушиванием телефонных разговоров частных лиц в News International. Расследование привело к закрытию News of the World, одной из самых высокотиражных новостных газет в мире. В июне 2013 года газета также выпустила новость о записи телефонных разговоров Verizon, которые передавались администрации Барака Обамы, а впоследствии опубликовала сведения о существовании программы массовой слежки PRISM, получив эту информацию у осведомителя из АНБ Эдварда Сноудена.

## История
Предшественник, «Манчестер гардиан» (The Manchester Guardian), был основан группой либеральной буржуазии во главе с Джоном Эдвардом Тейлором после того, как полиция закрыла более радикальный The Manchester Observer, освещавший события Манчестерской бойни. Политически «Манчестер гардиан» стоял на позициях Либеральной партии, постепенно смещаясь влево. Во время гражданской войны в Испании он был на стороне республиканцев, однако после Второй мировой войны газета не поддерживала создание государственной системы здравоохранения. Со второй половины XX века редакция «Гардиан» состоит в достаточно близких отношениях с Лейбористской партией, хотя в 1981 году часть ключевых авторов перешла в Социал-демократическую партию.
В 2005 году газета перешла на уменьшенный формат — «берлинер». Газета стала на 6 см у́же и на 12 см короче. Формат «берлинер» схож по внешнему виду с таблоидным форматом (А3), однако немного отличается от него по размерам. Изменился в новой версии «Гардиан» шрифт материалов и логотип. Новое начертание названия газеты сделано белыми буквами на фиолетовом фоне. По мнению экспертов по изучению британского медиа-рынка, «новый логотип стал более похожим по дизайну на логотипы интернет-изданий». С 2006 года на уменьшенный формат перешёл и воскресный еженедельник The Observer, издаваемый «Гардиан».
The Guardian и The Observer перешли на формат таблоида с 2018 года. Смена формата призвана снизить расходы, экономя миллионы фунтов ежегодно.

## Деятельность
В апреле 2010 года разлив нефти в Мексиканском заливе вышел из-под контроля. The Guardian призвала присылать идеи о том, как предотвратить катастрофу. В редакции оказались 186 предложений от профессиональных дайверов, морских инженеров, физиков, биохимиков, инженеров-механиков, нефтехимиков и экспертов по трубопроводам. The Guardian опубликовала идеи, а некоторые из них выделила в отдельный материал с комментариями действующих специалистов. В 2013 году Кэтрин Винер прочитала лекцию «Журналистика в эпоху открытого Интернета», где назвала публикации с предложениями доказательством того, что цифровые технологии создали новый выровненный мир, где редакция сотрудничает с аудиторией.
На той же лекции Винер рассказала о подходе «покажи свою работу», который учитывает, что журналист может совершить ошибки при подготовке материала. Поэтому сбор информации должен проходить прозрачно, чтобы в будущем оставить возможность объяснить свои ошибки. В 2013 году Guardian Australia опубликовала историю, основанную на цитатах Джулии Бишоп. По словам австралийской чиновницы, Индонезия готова была сотрудничать с Австралией по делу о возвращении лодок с беженцами. Это разнилось с официальными позициями стран. После публикации Бишоп пожаловалась, что её неверно поняли, потому что заголовок говорил, что договоренности уже достигнуты. Формулировку изменили, а внутри материала добавили уточняющий абзац. Однако через час Бишоп опубликовала официальный пресс-релиз, где сказала, что история преувеличена, а цитаты вырваны из контекста. Газете пришлось публиковать в блоге стенограмму интервью и объяснение редакционных решений.

## Бизнес-модель
Общие доходы медиа-группы «The Guardian» повысились на 3 % до 214,6 млн фунтов стерлингов (298 млн долларов) на 29 марта 2015 г. Компания в её годовом отчёте заявила, что «увеличение дохода от цифровых и новых продуктов более чем скомпенсировало снижение дохода от печатных изданий».
К ноябрю 2020 года число интернет-подписчиков Guardian составило 900 тыс. человек (в ноябре прошлого года — 619 тыс.), в то время как число подписчиков печатной версии составляло 119 тыс.

## Главные редакторы
- Джон Эдвард Тейлор (1821—1844)
- Джеремая Гарнетт (1844—1861) (совместно с Расселлом Скоттом Тейлором с 1847 по 1848 год)
- Эдвард Тейлор (1861—1872)
- Чарльз Престуич Скотт (1872—1929)
- Тед Скотт (1929—1932)
- Уильям Персиваль Крозье (1932—1944)
- Альфред Пауэлл Уодсворт (1944—1956)
- Аластэр Хедерингтон (1956—1975)
- Питер Престон (1975—1995)
- Алан Расбриджер (1995—2015)
- Кэтрин Винер (2015 — настоящее время)

## Критика
По данным британской произраильской общественной организации Honest reporting, ставящей своей целью сбалансированное освещение действий Израиля в СМИ (по её мнению зачастую имеющее антиизраильский уклон), «Гардиан» известна своим постоянным «сдвигом» в сторону арабской, антиизраильской точки зрения. Подобного мнения придерживается и Mediawatch-uk. Журналист Том Гросс приводит такие примеры напечатанного в «Гардиан», как карикатура со звездой Давида на повязке вокруг кровавого кулака, или использование термина «еврейское поселение» при сообщениях об обстреле израильского города Сдерота.
В 2004 году, в знак протеста против антиизраильского сдвига «Гардиан», её покинула одна из ведущих колумнистов Джули Бёрилл. Еврейская энциклопедия пишет об «антиизраильских, а иногда неприкрыто антиеврейских, позициях» газеты «Гардиан» в конце 1990-х — начале 2000-х годов в ряду других британских СМИ.
Кирилл Кобрин называет Guardian представляющей левый политический фланг среди главных столичных (лондонских) газет.

## Прозвище
Прозвище The Grauniad было дано газете сатирическим журналом «Private Eye». Оно было связано с тем, что газета стала весьма известна обилием типографических ошибок, таких как неправильное написание собственного названия The Gaurdian. Домен grauniad.co.uk зарегистрирован на имя газеты и перенаправляет все запросы на официальный сайт газеты.
Самый первый выпуск «Гардиан» также содержал ряд ошибок. Возможно, наиболее заметной была опечатка в заметке о торгах, в которой слово auction («аукцион») было напечатано в виде atction.

## Премии и награды
- World Digital Media Awards 2015 в номинации «Лучший новостной сайт»[38].
- «Газета года» British Press Awards в 2014 году за сообщение о государственной слежке[39].